# Kristin Hedstrom
Kristin Hedstrom (ur. 14 maja 1986) – amerykańska wioślarka.

## Osiągnięcia
- Mistrzostwa Świata – Poznań 2009 – dwójka podwójna wagi lekkiej – 11. miejsce[1].